# Itto
Pour plus de détails, voir Fiche technique et Distribution.
Itto est un film français réalisé par Jean Benoit-Lévy et Marie Epstein, sorti en 1934.

## Synopsis
Le film raconte la soumission de tribus Chleus du Haut Atlas marocain lors de la Campagne du Maroc.
Itto, fille du chef Hamou, se marie avec Miloud le fils de Hassan, chef de la tribu alliée.
Un mal décime les moutons de la tribu de Hassan, qui envoie chercher le médecin français. Ce dernier accepte de soigner le troupeau, en échange de quoi Hassan promet de ne plus résister contre les Français.
Hamou apprend le changement de camp de la tribu et défend à sa fille de revoir Miloud.
Itto convainc Miloud de rejoindre Hamou pour combattre les Français, mais il est blessé par ceux qui le considèrent comme un traître.
Il est alors sauvé par le médecin et se met à son service. Il tente de convaincre Itto, qui élève leur bébé tout en se cachant de son père, de le rejoindre chez les Français, mais celle-ci refuse de trahir son père.
En parallèle, Françoise se marie avec le docteur et viens vivre avec lui au bled, malgré ses inquiétudes concernant la vie quotidienne avec leur nouveau-né.
Le docteur soigne les bébés de la région qui sont touchés par une épidémie, et devient vite essentiel aux Chleus. Lui et Françoise partent vivre dans les montagnes du Haut Atlas pour soigner les populations, malgré les réticences de Françoise. Leur bébé est également touché par la maladie et risque la mort alors que les stocks de vaccins sont épuisés. Le nouveau-né est sauvé grâce aux femmes berbères qui parviennent à acheminer les vaccins en plein milieu d'une tempête de neige.
Alors que le combat entre les français et la tribu de Hamou approche, Itto rejoint son père. Celui-ci demande à ses fils de se rendre aux français, tandis que lui et Itto décident de combattre jusqu'à la fin et se sacrifient.
Françoise récupère le bébé de Itto, le nourrit et accepte de le prendre en charge, et décide finalement de rester vivre dans le bled marocain.

## Fiche technique
- Titre : Itto
- Réalisation : Jean Benoit-Lévy et Marie Epstein, assisté de Pierre de Hérain
- Scénario : Georges Duvernoy, Roger Féral et Étienne Rey d'après le roman de Maurice Le Glay
- Photographie : Philippe Agostini, Georges Asselin, Pierre Levent et Paul Parguel
- Musique : Albert Wolff
- Pays d'origine :  France
- Format : Noir et blanc - Son mono - 1,37:1
- Genre : drame
- Durée : 117 minutes
- Date de sortie : France, 19 mars 1935 à Paris

## Distribution
- Simone Berriau : Itto
- Simone Bourday : Françoise
- Hubert Prélier : le docteur Darieux
- Pauline Carton : la tante Anna
- Sylvette Fillacier : la blédarde
- Camille Bert : le colonel
- Roland Caillaux : le lieutenant Jean Dumontier
- Henri Debain : le sergent
- Léon Arvel
- Louis Gay
- Ben Brick : Miloud, le mari d'Itto
- Moulay Ibrahim : Hamou, le père d'Itto
- Aïsha Fadah : Aïsha
- Si Saïd : Saïd
- Bernard Rédor : l'officier aviateur
- Pierre Sarda : l'officier de renseignements
- Lucien Dalrès : le caporal
- Gina Yanne : la journaliste
- Maïa Séverin : Madame Dumontier
- Mériel : Monsieur Dumontier